# Хвалимский говор

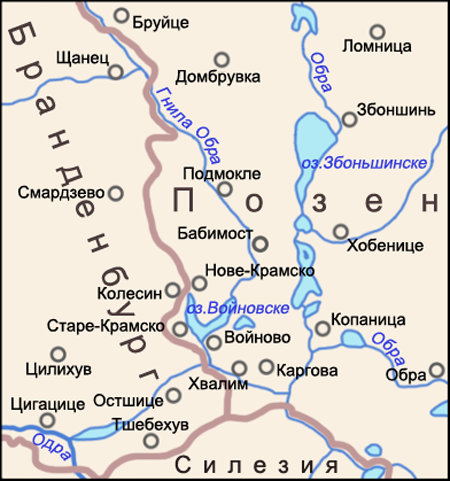
Сёла в окрестностях Бабимоста, включая Хвалим (в границах прусских провинций начала XX века)

Хва́лимский го́вор (пол. gwara chwalimska, dialekt chwalimski; самоназвание: po nasymu, język wendyjski) — один из говоров польского языка, входящий в состав северносилезской группы силезского диалекта. Его носителями (до середины XX века) были жители села Хвалим, расположенного на западной части территории Великопольши (современная гмина Каргова Зелёногурского повята Любушского воеводства Польши, в межвоенный период — ландкрейс Бомст провинции Позен-Западная Пруссия Германии).
Говор села Хвалим развивался в изоляции от остального силезского диалектного ареала в тесном контакте с западновеликопольскими говорами. По одним данным, предки носителей хвалимского говора являлись переселенцами из восточных районов Северной Силезии, по другим данным, хвалимский говор был сохранившейся на границе с ареалом великопольского диалекта частью онемеченного нижнесилезского ареала. Жители Хвалима представляли одну из субэтнических общностей западновеликопольской, или бабимостско-мендзыжецкой, группы. Хвалимцев отличали от основного великопольского этнического массива диалектные, культурно-бытовые и другие особенности, а также принадлежность к евангелической церкви. На рубеже XIX—XX веков хвалимский говор подвергся сильной германизации, а после Второй мировой войны он практически полностью вышел из употребления.
Хвалимский говор характеризовался такими чертами, как произношение ą на месте ę (zambyj — пол. литер. zęby «зубы»); мазурение (psenica — пол. литер. pszenica «пшеница»); наличие инфинитива типа braj (пол. литер. brać «брать»); наличие глагольных форм прошедшего времени типа jach nie bra (пол. литер. ja nie brałem «я не брал»); распространение слова bulce (пол. литер. ziemniaki «картофель») и т. д.

## Общие сведения
В современной польской диалектологии образование хвалимского говора связывается с миграцией части силезцев из восточных районов Северной Силезии в западновеликопольский регион — в окрестности Бабимоста. Этим объясняется своеобразие говора хвалимцев — после переселения его носителей развитие говора протекало обособленно от остального силезского диалектного ареала в тесных междиалектных контактах с местными западновеликопольскими говорами. Существует также гипотеза об автохтонном происхождении хвалимского говора. С. Роспонд вслед за К. Ничем предположил, что селение Хвалим некогда располагалось на великопольско-силезском пограничье и долгое время оставалось единственной сохранившейся частью обширного западного нижнесилезского диалектного ареала, подвергшегося в средневековье германизации.
Ранее, в XIX и даже в начале XX века авторы ряда исторических и этнографических публикаций относили жителей Хвалима к лужицким сербам, а их говор — к говорам лужицкого языка. Считалось, что хвалимцы были потомками переселенцев из Нижней Лужицы, которые мигрировали во время Тридцатилетней войны в опустевшее приграничье Бранденбурга, Силезии и Великой Польши. На новом месте лужицкие сербы основали своё селение отдельно от немцев, которые также колонизировали данный регион. Как и всех остальных лужицких сербов, немцы называли жителей Хвалима вендами, а их язык — «вендским». «Вендским» называли свой язык и сами хвалимцы. Так, согласно переписи 1910 года, в Бабимостском повяте 117 жителей (в подавляющем большинстве — жители Хвалима) в качестве родного языка назвали «вендский».
Польский диалектолог К. Нич, изучавший речь жителей селения Хвалим в начале XX века, отмечал, что хвалимский говор относится к говорам польского языка и не имеет никакого отношения к лужицким языкам. При этом К. Нич отнёс хвалимский говор не к великопольскому, а к силезскому диалекту, к его северной группе говоров. В частности, по таким диалектным чертам, нетипичным для великопольского ареала, как мазурение; произношение носовой гласной ę как ą и т. д. По мнению К. Нича, говор хвалимцев ошибочно называли лужицким («вендским») потому, что он заметно отличался от польского литературного языка, а его носители были лютеранами, как немцы (и большинство лужичан) и жили обособленно от поляков-католиков. Сами хвалимцы говорили о себе: «Мы — польские немцы» («My som polskie niemcy»), имея в виду, что они являются лютеранами, говорящими по-польски. При этом поляки, в частности, те, кто жил по соседству с хвалимцами, называли всех исповедующих лютеранскую веру немцами, даже если они и не говорили по-немецки. Осознавая отличие своего говора от речи остальных великополян и «книжного» польского языка, хвалимцы отмечали, что «мы говорим по-нашему» («po nasymu»).
К. Нич в статье «Rzekomi „wendowie“ w Wielkopolsce» (1912) писал, что по-хвалимски, нередко переключаясь на немецкий язык, говорит в основном старшее поколение жителей Хвалима. Представители среднего и молодого поколения хвалимцев понимали родной говор, но среднее поколение при этом предпочитало говорить по-немецки, а молодое поколение уже полностью перешло на немецкий язык.
Длительное соседство хвалимского говора с великопольскими отражено в наличии у него ряда общих черт с говорами соседних польских сёл (и в распространении местных западновеликопольских черт в хвалимской языковой системе). В частности, в говорах сёл Старе-Крамско и Нове-Крамско, как и в хвалимском, отмечается наличие мазурения; сходное развитие носовой гласной ę; отсутствие великопольского перехода древней долгой ā > o (ptak — великопол. ptou̯k/ptouk, пол. литер. ptak «птица»); наличие форм типа jegua (пол. литер. igła «игла»), наличие окончаний -yg/-ig в формах родительного падежа единственного числа прилагательных и местоимений мужского и среднего рода: Ja móm syna jednyg (пол. литер. Ja mam jednego syna «У меня есть сын»), Do Staryg Krómska (пол. литер. Do Starego Kramska «В Старе-Крамско») и т. п. Последняя общая хвалимско-крамская черта, а также крамское распространение окончания -me в форме глагола 1-го лица множественного числа настоящего времени (niesime — великопол. niesyemyj, литер. niesiemy «несём») встречалось до XVI—XVII веков в восточной части лужицкого ареала. Кроме того, окончания -yg/-ig, отмечались и севернее Крамско — в говоре села Домбрувка-Велькопольска. По предположению К. Нича, данные языковые явления говорят о том, что в восточных районах Лужиц (с губинским и жаровским говорами с признаками переходности к польскому языку) и на крайнем западе Великопольши долгое время сохранялись говоры, некогда входившие в переходный лужицко-польский пояс (с центром в междуречье рек Одры и Бубра). Начиная с XVI века говоры этого пояса, для которого были характерны окончания прилагательных и местоимений -yg/-ig и окончания глаголов -me, постепенно были вытеснены немецким языком. На этой территории встречались названия немецких сёл славянского происхождения с отсутствием сужения древнепольской ā, характерным для говоров Хвалима и Крамско и чуждым остальной Великопольше.
На диалектологической карте, опубликованной в 1919 году, К. Нич отнёс хвалимский говор к силезскому диалекту, на карте К. Нича, изданной в 1960 году, место распространения говора хвалимцев обозначено как ареал первоначального польско-лужицкого пограничья (pierwotne pogranicze polsko-łużyckie). Пограничный польско-лужицкий ареал в районе Хвалима выделен также на карте великопольского диалекта М. Грухмановой (1967).

## Особенности говора
К основным чертам хвалимского говора, широко распространённым в силезском диалекте, относят:
1. Произношение носовой гласной ę как ą: jancmiyń (пол. литер. jęczmień «ячмень»), gamba (пол. литер. gęba разг. «рот», «морда»).
2. Произношение слова igła «игла» с начальным je — jegua, а также произношение производной от jegua — jegiouka (пол. литер. szpilka «булавка», «шпилька»).
3. Мазурение — замена шипящих согласных š, ž, č, ǯ свистящими s, z, c, ʒ: psenica (пол. литер. pszenica «пшеница»), zyto (пол. литер. żyto «рожь»), courny (пол. литер. czarny «чёрный») и т. п. Мазурение является характерной чертой северносилезского диалектного ареала, с которым хвалимский говор предположительно связан генетически. Кроме говора хвалимцев на территории Великопольши мазурение отмечается также в говорах хазаков, в говорах веленских мазуров и в говорах сёл Старе Крамско[пол.] и Нове Крамско[пол.]. Если в хазацких говорах, как и в хвалимском, смешение свистящих и шипящих согласных имеет силезское происхождение, то в веленско-мазурском и крамском ареалах мазурение предположительно является лужицким субстратом[2][16][17].
4. Отсутствие смягчения согласной n после i: wino (великопол. winio пол. литер. wino «вино»), glina (великопол. glinia пол. литер. glina «глина»).
5. Наличие восходящих к формам аориста глаголов 1-го лица единственного числа прошедшего времени типа jach to suysou.
6. Распространение форм глагола 1-го лица множественного числа типа pudziymyj (великопол. idymyj пол. литер. pójdziemy «пойдём»), niesiymyj (великопол. niesymyj пол. литер. niesiemy «несём»).

К чертам хвалимского говора, распространённым в отдельных силезских ареалах, относят:
1. Утрата конечного o в формах родительного падежа единственного числа прилагательных и местоимений: pszisou do moiyg taty (пол. литер. przyszedł do mojego taty «он пришёл к моему отцу»); ze Stouryg Kromska (пол. литер. ze Starego Kramska «из Старе-Крамско»). Подобная черта известна в восточной части ареала лужицких языков.
2. Выпадение ł в формах глаголов 3-го лица единственного числа женского рода прошедшего времени: jach suysa (пол. литер. słyszałam «я слышала»); jach tyg nie bra (пол. литер. ja tego nie brałam «я этого не брала»).
3. Наличие формы глагола być «быть» в 3-м лице единственного числа будущего времени — bandzie > banie (пол. литер. będzie «будет»).
4. Формы инфинитива (главным образом, на j), отчасти сходные с формами повелительного наклонения: braj (пол. литер. brać «брать»); pisaj (пол. литер. pisać «писать»); wziąj (пол. литер. wziąć «взять»); niyś (пол. литер. nieść «нести» и nieś «неси»). К. Нич отмечал, что подобные формы известны также в горных районах Южной Силезии.
5. Распространение таких слов, как bulce (северносилез. bulwy, пол. литер. ziemniaki «картофель») и zouk (из żak) — пол. литер. nauczyciel «учитель». Одновременно с этим в хвалимском говоре отсутствует типичное силезское слово cora/cera (пол. литер. córka «дочь»), вместо него употреблялась форма dziywcę. К лексическим особенностям говора Хвалима также относят распространение слов uolica (пол. литер. drzwi «двери»); ma! (пол. литер. tak! «да»); zapangwaj (пол. литер. zapnij «застегни», zapiąć «застегнуть»); piouć > pioj (пол. литер. piać, śpiewać «петь» в значении czytać «читать» — главным образом, церковные книги).